# عفونت آکانتامبا
عفونت آکانتامبا (به انگلیسی: Acanthamoeba infection) یک بیماری پوستی ناشی از آکانتامبا بوده که ممکن است منجر به ضایعات پوستی مختلف شود.: 422 : ۱۱۷۲ سویه‌های آکانتامبا همچنین می‌توانند چشم انسان را آلوده کرده و باعث کراتیت آکانتامبا شوند.